# Ingeniería acústica
La ingeniería acústica es una disciplina especializada en el control y desarrollo de los procesos emisión, transmisión y recepción de ondas sonoras a través de diferentes medios físicos, además de estudiar la naturaleza del sonido. Cada día esta especialidad toma más protagonismo debido al notorio aumento de la contaminación acústica, provocada principalmente por las actividades industriales, el tráfico vehicular urbano y el tráfico aéreo, comprometiendo estas actividades, la calidad acústica de las viviendas y lugares de trabajos, que a su vez compromenten la salud de las personas (un exceso de ruido es perjudicial para la salud humana). 
En sus áreas de desarrollo, se destacan el control de ruido y el control de vibraciones, la elaboración de mapas de ruido, mitigación del ruido ambiental, la elaboración de modelos predictivos del ruido urbano, acondicionamiento de recintos con fines de aislamiento o mejoría de la calidad acústica interior. Existe otra aplicación o énfasis, relativo a la producción musical, manejo y desarrollo de medios audiovisuales, como por ejemplo, el desarrollo de sistemas de reproducción de sonidos lógicos reales Dolby Surround Sound y una gama de efectos para la industria fílmica.

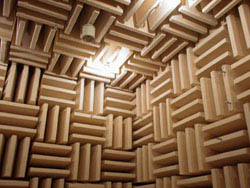
Fotografía de una Cámara Anecoica.

En general la Ingeniería Acústica, se especializa en estudiar las ondas sonoras correspodientes al rango de los 20 Hz, a los 20 kHz, que es el rango característico de audición del ser humano. Pero existen también especialidades dentro de esta misma ciencia que estudia ondas que se encuentran fuera del rango de la audición. Por debajo de este rango es decir frecuencias menores a los 20 Hz, es conocido como rango infrasónico y el rango por encima de los 20 kHz, es conocido como ultrasónico. Este último con muchas aplicaciones en la medicina, minería y geología entre otras ciencias. 
Hoy existen varias escuelas de acústica en el mundo, por ejemplo, en países como Portugal, Francia, Estados Unidos, Dinamarca, España, Inglaterra, Brasil. 
En Sudamérica se destacan: la Escuela de Ingeniería Civil Acústica de la Universidad Austral de Chile (desde 1967) También, en la Ciudad de México se distingue en El Instituto Politécnico Nacional dentro de la Escuela Superior de Ingeniería Mecánica y Eléctrica (ESIME) . En Argentina, se dicta la carrera de Ingeniería de Sonido y Acústica en la Universidad Nacional de Tres de Febrero. Es la única universidad pública del país que ofrece este título.
El año 2008 se empieza a impartir el primer postgrado de la Facultad de Ciencias de la Ingeniería de la Universidad Austral de Chile. El programa de Magíster en Acústica y Vibraciones, dirigido por el Dr. Jorge Arenas (académico del Instituto de Acústica), es el primer postgrado en esta especialidad en Chile y el único en habla hispana en Latinoamérica.
Dentro del campo industrial cobra gran relevancia debido a que cada día se reconoce la importancia del control de ruido, indispensable para un correcto vivir del hombre y su entorno.
Existiendo aquí un gran campo de aplicación ya que toda actividad industrial conlleva emanaciones contaminantes, en la que el ruido no es una excepción. Aplicaciones en el Sector Minero e industrial. La Ingeniería acústica es una ciencia que ayuda a resolver problemas de emanaciones de ruido y vibraciones.

## Personajes destacados
Leo Leroy Beranek (15 de septiembre de 1914, 10 de octubre de 2016) fue un experto en acústica estadounidense, profesor del MIT, y fundador y expresidente de Bolt, Beranek y Newman (ahora BBN Technologies). Es el autor de Acoustics, un libro de texto clásico en este campo, y su versión actualizada y extendida publicada en 2012 bajo el título Acoustics: Sound Fields and Transducers. También fue un experto en el diseño y evaluación de salas de conciertos y teatros de ópera, y autor del libro de texto clásico Música, acústica y arquitectura, revisado y ampliado en 2004 bajo el título Salas de conciertos y teatros de ópera: música, acústica y arquitectura.

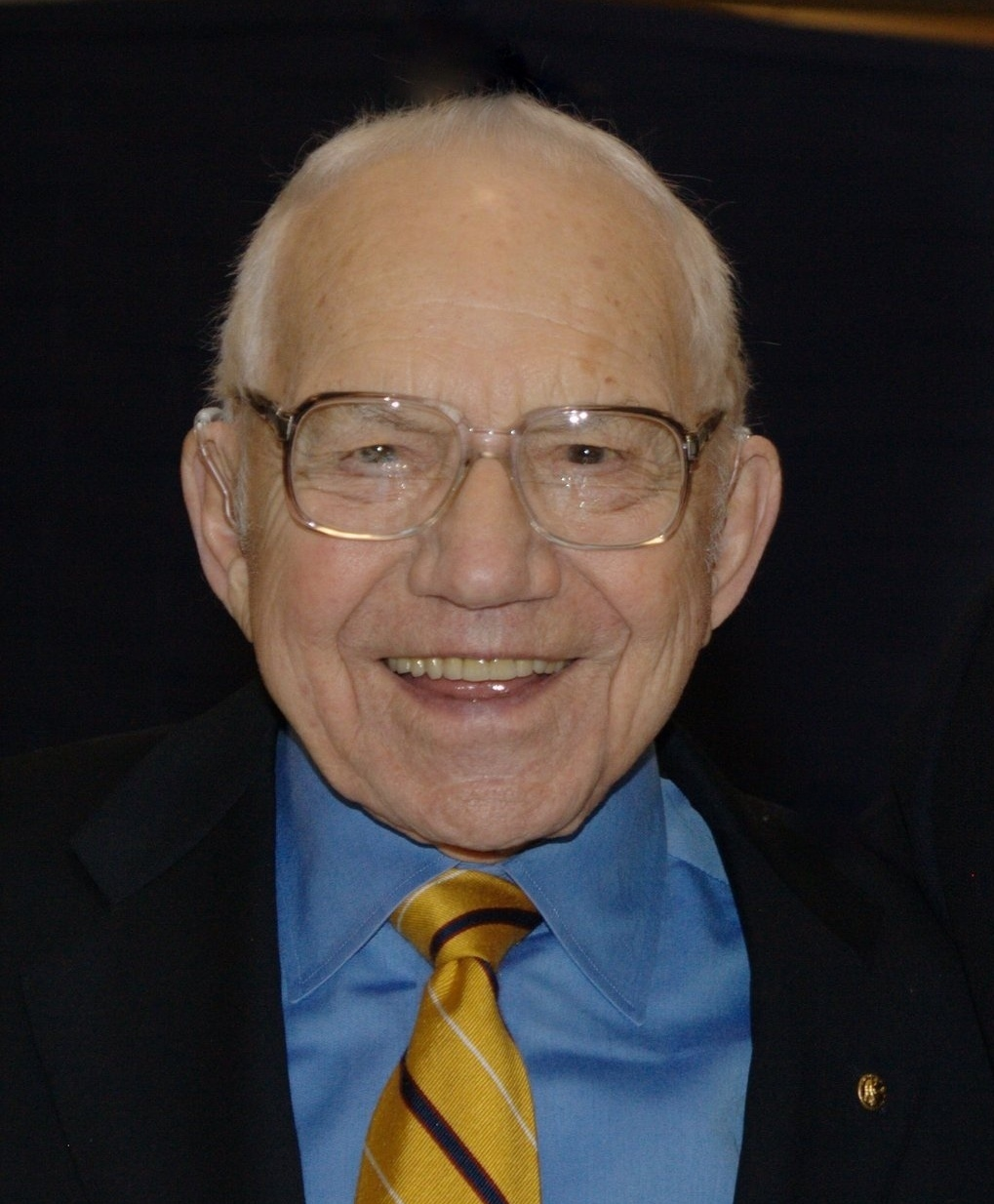
Leo Beranek 2011.

SAMIR N.Y. GERGES Profesor Universidad Federal de Santa Catarina, Brasil. 
Samir Gerges obtiene el grado de Doctor en Ingeniería en el Institute of Sound and Vibration Research de la Universidad de Southampton, Inglaterra, en 1974. Becario de investigación postdoctoral entre 1974 a 1978 en la Universidad de Southampton y la Universidad de Sussex en el Reino Unido. Cinco años de experiencia en la industria aeronáutica desde 1964 a 1969. Profesor de ruido y vibración desde 1978 en la Universidad Federal de Santa Catarina (UFSC), Brasil, donde se ha dedicado a la enseñanza de cursos en fundamentos de la acústica, control de ruido, procesado de señal y ruido ambiental e instrumentación, a estudiantes de pregrado y posgrado.
Sus áreas de investigación han sido el control de ruido industrial, ruido de construcción y vial, protectores auditivos, ruido de aviones y ruido ambiental. Miembro fundador de la sociedad acústica brasileña (SOBRAC) en 1983 y Presidente entre 1994 a 1997 y 2000-2002. Editor de la revista SOBRAC.
El Dr. Gerges es miembro fundador y actualmente Vicepresidente de la Federación Iberoamericana de Acústica – FIA (una Federación conjunta de 7 sociedades acústicas de Argentina, Brasil, Chile, Perú, México, Portugal y España). Miembro del Directorio del IIAV, del INCE-USA (reconocimiento profesional), miembro del Grupo de trabajo en Ginebra de la OMS el 2001 para elaborar un libro sobre «Evaluación y Control de ruido y exposición en el ambiente de trabajo». Fellow de la ASA. Miembro de los comité editoriales del Journal Building Acoustics, Noise Control Engineering Journal y del International Journal of Acoustics and Vibration. Organizador del Internoise2005. Ex-Presidente de ICA, Vice Presidente-INCE para el desarrollo.
El Dr. Gerges ha sido responsable de proyectos de investigación y desarrollo para FORD, GM, EMBRAER, FIAT y otros proyectos de NVH y calidad de sonido. Ha publicado más de 320 artículos en revistas indexadas y congresos. 